# Martin Giurfa
Martin Giurfa es un neurobiólogo y neuroetólogo argentino-francés (nacido en septiembre de 1962), miembro de la Academia Nacional alemana de Ciencias Leopoldina, de la Real Academia de Bélgica y del Instituto Universitario de Francia (IUF). Es reconocido para su trabajo acerca de los mecanismos neuronales de cognición en invertebrados, los cuales ha investigado utilizando mayoritariamente a las abejas como modelo de estudio para comprender los principios básicos del aprendizaje y la memoria.

## Vida y carrera

### Primeros años en Sudamérica
Martin Giurfa nació en Lima, Perú, de una madre argentina quien lo crio sola y lo registró como ciudadano Argentino. Creció en Lima donde asistió al Colegio y Liceo Franco Peruano (Lycée franco-péruvien). Se mudó a Buenos Aires, Argentina a fines de 1980 para estudiar Biología en la Facultad de Ciencias Exactas y Naturales de la Universidad de Buenos Aires. Argentina se hallaba aun bajo la dictadura militar (Proceso de Reorganización Nacional) y Martin Giurfa participa entonces del movimiento estudiantil clandestino de resistencia a la opresión dictatorial. Bajo las banderas del Partido Intransigente, un partido de izquierda, alcanza una función influyente en este movimiento y en 1984, luego del regreso de la democracia a la Argentina, es elegido Presidente del Centro de Estudiantes de su facultad, la Facultad de Ciencias Exactas y Naturales.
Como la mayor parte del alumnado de la Facultad de Ciencias Exactas y Naturales,  se beneficia entonces por el retorno a Argentina de numerosos científicos argentinos prestigiosos que participaron en la reconstrucción académica del país (ver Historia de la ciencia y la tecnología en Argentina). Conoció en esa coyuntura al Prof. Josué Núñez, quien lo formó en el área de la fisiología del comportamiento aplicada a los insectos. Debido a su experiencia de vida en Alemania, Núñez lo puso en contacto con el sistema académico alemán y en particular con el Prof. Randolf Menzel de la Universidad Libre de Berlín, un neurobiólogo famoso que trabajó durante muchos años en la visión de color, el aprendizaje y la memoria de las abejas.

### Carrera en Europa
Luego de obtener el Doctorado en Ciencias Biológicas de la Universidad de Buenos Aires bajo la supervisión de Josué Núñez, se mudó a Alemania en 1990, para trabajar en el instituto de Neurobiología de la Universidad Libre de Berlín bajo la dirección del Prof. Menzel. Fue becario del Servicio de Intercambio Académico Alemán (Deutscher Akademischer Austauschdienst) y de la Fundación Alexander von Humboldt. Sus primeros trabajos se centraron en la visión de formas y colores en las abejas y permitieron descubrir la existencia de preferencias innatas por ciertos colores en relación con su relevancia ecológica, y los mecanismos de la detección a distancia de los estímulos de color.
Sus trabajos acerca de la categorización de imágenes en función de su grado de simetría bilateral por las abejas (diferenciación de los conceptos de simétrico vs. asimétrico) en 1996, y la demostración de la existencia de aprendizaje conceptual en las abejas (aprendizaje de reglas de relación como 'igual a' o 'diferente de', más allá del tipo de estímulo definiendo la relación aprendida) representaron un punto de inflexión para el campo de estudios acerca del comportamiento de los insectos ya que propusieron una perspectiva cognitiva novedosa aplicada a seres tradicionalmente considerados como limitados en sus capacidades cognitivas. Estos trabajos, así como otros realizados, representaron un cambio conceptual y la adopción de una perspectiva cognitiva para la interpretación del comportamiento de los insectos. En 1997,  obtuvo el Grado de Habilitación de la Universidad Libre de Berlín y pasó a dirigir su propio grupo como profesor asistente en el Instituto de Neurobiología de aquella universidad.
En 2001, se muda a Toulouse, Francia, invitado por el Centro Nacional de Investigaciones Científicas Francés (CNRS) a crear un instituto de investigaciones centrado en la cognición animal. Obtiene el cargo de Profesor Titular de Neurociencias de la Universidad Paul Sabatier y en 2003 funda el Centro de Investigaciones sobre la Cognición Animal, un instituto pluridisciplinario dependiente de la Universidad Paul Sabatier y del Centro Nacional de Investigaciones Científicas Francés (CNRS), cuyo objetivo es el estudio de los mecanismos de los procesos cognitivos en varias especies animales, instituto que dirige hasta el 2017. De 2008 a 2012,  fue Presidente del Comité Nacional de Neurociencias del Centro Nacional de Investigaciones Científicas Francés (CNRS). Ha participado y participa en numerosos comités de neurociencias franceses y europeos. En 2016, adopta la nacionalidad francesa. Ha producido contribuciones significativas para la comprensión de los mecanismos neuronales del aprendizaje y la memoria en abejas y otros insectos.
En 2023, deja Toulouse y la Universidad Paul Sabatier luego de aceptar una oferta de la Universidad Sorbona en París para asumir la dirección del Instituto de Biología París-Sena (IBPS) de esta universidad. Es actualmente Profesor de Clase Excepcional de Neurociencias de la Universidad Sorbona.
Martin Giurfa ha sido premiado con la Medalla de Plata del Centro Nacional de Investigaciones Científicas Francés (CNRS) y ha recibido el prestigiosos Estipendio para Investigadores Confirmados (Advanced Grant) del Consejo Europeo de Investigación (ERC). Es también un miembro electo de la Academia Nacional alemana de Ciencias Leopoldina, de la Real Academia de Bélgica y miembro senior del Instituto Universitario de Francia (IUF). En 2013,  fue distinguido con el Premio Raíces del gobierno de la República Argentina. Es Profesor Honorario de la Universidad de Buenos Aires y de la Universidad de Agricultura y Silvicultura de Fujian, China.
Giurfa ha publicado alrededor de 200 artículos en revistas científicas internacionales en los campos de la cognición, la neurobiología y el comportamiento, centrados en los insectos, siendo varios de ellos altamente citados. Es Editor Asociado de varias revistas científicas internacionales como la Revista Europea de Neurociencias (EJN), Aprendizaje & Memoria, Fronteras en Neurobiología Comportamental y Psicología, y Cognición Animal, entre otras. Es miembro de Facultad de 1000 y despliega una actividad de diseminación científica intensiva con el objetivo de hacer accesible el conocimiento científico al vastos segmentos de la sociedad. Durante la epidemia de COVID-19 organizó una serie exitosa de seminarios científicos virtuales “para proporcionar estimulación científica y mantener la moral alta en tiempos difíciles de asilamiento”.

## Logros científicos
Martin Giurfa es un pionero del enfoque cognitivo en el análisis del comportamiento de los insectos. Ha investigado durante varias décadas diferentes formas de aprendizaje y memorización en estos organismos, aportando enfoques y marcos conceptuales de la neuroetologia y la psicología experimental tradicionalmente desarrollados para humanos y vertebrados. Sus trabajos sobre el aprendizaje no-elemental en abejas ilustran estos enfoques . Realizó los primeros trabajos que demostraron la existencia de categorización y aprendizaje de conceptos en abejas entrenadas para resolver discriminaciones visuales. Fundó así un campo de investigación que denominó “neuroetologia cognitiva” en el que el énfasis es puesto en la comprensión de las bases neuronales de las capacidades cognitivas de los animales estudiadas en el marco de su entorno natural. Su investigación aborda cuestiones tanto en el nivel comportamental, habiendo establecido varios protocolos novedosos de condicionamiento de insectos, y en el neuronal, utilizando técnicas invasivas variadas para cuantificar la actividad neuronal en el cerebro de las abeja como el imaging de calcio, la electrofisiologia, y las interferencias farmacológicas y moleculares entre otras. Su trabajo ha llevado al establecimiento de escenarios de realidad virtual para las abejas, escenarios en los cuales los insectos son entrenados para resolver y aprender tareas de discriminación visual . Sus descubrimientos han cambiado la manera en la que los investigadores en biología consideran a los insectos y han generado, en particular, respeto y atracción hacia las abejas.

### Artículos científicos más citados
- Giurfa M, Eichmann B, Menzel R (1996) Symmetry perception in an insect. Nature 382:458- 461. doi 10.1038/382458a0
- Giurfa M, Zhang S, Jenett A, Menzel R, Srinivasan MV (2001) The concepts of 'sameness' and 'difference' in an insect. Nature 410(6831):930-933. doi 10.1038/35073582
- Menzel R, Giurfa M (2001) Cognitive architecture of a mini-brain: the honeybee. Trends in cognitive sciences 5 (2), 62–71. doi 10.1016/s1364-6613(00)01601-6
- Stach S, Benard J, Giurfa M (2004) Local-feature assembling in visual pattern recognition and generalization in honeybees. Nature 429(6993):758-761. doi 10.1038/nature02594
- Guerrieri F, Schubert M, Sandoz JC, Giurfa M (2005) Perceptual and neural olfactory similarity in honeybees. PLoS Biology 3(4): e60. doi 10.1371/journal.pbio.0030060
- Giurfa M (2007) Behavioral and neural analysis of associative learning in the honeybee: a taste from the magic well. Journal of Comparative Physiology A 193 (8), 801–824. doi 10.1007/s00359-007-0235-9
- Giurfa M, Sandoz JC (2012) Invertebrate learning and memory: fifty years of olfactory conditioning of the proboscis extension response in honeybee. Learning & memory 19 (2), 54–66. doi 10.1101/lm.024711.111
- Devaud JM, Papouin T, Carcaud J, Sandoz JC, Grünewald B, Giurfa M (2015) Neural substrate for higher-order learning in an insect: Mushroom bodies are necessary for configural discriminations. Proceedings of the National Academy of Sciences USA 112(43):E5854-62. doi 10.1073/pnas.1508422112
- Giurfa M (2013) Cognition with few neurons: higher-order learning in insects. Trends in Neurosciences 36(5):285-94. doi 10.1016/j.tins.2012.12.011
- Avarguès-Weber A, Combe M, Dyer A, Giurfa M (2012) Simultaneous mastering of two abstract concepts by a miniature brain. Proceedings of the National Academy of Sciences USA 109:7481- 7486. doi 10.1073/pnas.1202576109

### Libros
- Galizia G, Eisenhardt D & Giurfa M. (eds.) 2012. Honeybee Neurobiology and Behavior. Springer, 509pp.